# Pseudophryne coriacea
Pseudophryne coriacea är en groddjursart som beskrevs av Wilhelm Moritz Keferstein 1868. Pseudophryne coriacea ingår i släktet Pseudophryne och familjen Myobatrachidae. IUCN kategoriserar arten globalt som livskraftig. Inga underarter finns listade i Catalogue of Life.